# Wahlbergs epålettflyghund
Wahlbergs epålettflyghund (Epomophorus wahlbergi) är en flyghund som förekommer i centrala, östra och södra Afrika.

## Kännetecken
Wahlbergs epålettflyghund har en gråbrun, rödbrun till gulbrun päls med vita fläckar framför öronen. Hos hanen finns dessutom vita tofsar på skuldrorna, som uppvisas för honan under uppvaktningen. Dessa tofsar liknar epåletter och de kan gömmas i en kroppsdel som liknar en påse. De avrundade öronen är nakna och har en mörk kant. Kroppslängden är 12,5 till 25 centimeter och vikten 40 till 125 gram, oftast omkring 80 gram. Vingspannet hos en fullvuxen hane kan uppgå till närmare 50 centimeter.

## Utbredning
Wahlbergs epålettflyghund förekommer i Angola, Botswana, Burundi, Kamerun, Kongo-Brazzaville, Kongo-Kinshasa, Gabon, Kenya, Malawi, Moçambique, Rwanda, Somalia, Sydafrika, Swaziland, Tanzania, Uganda, Zambia och Zimbabwe. Dess habitat är skogsområden och savannområden med olika fruktbärande träd. Den föredrar utkanten på skogar och är frånvarande i de allra tätaste skogarna. Den betraktas på en del håll i sitt utbredningsområde som ett skadedjur på odlad frukt och det förekommer försök att bekämpa den genom förgiftning. Även skövling av skogar har på en del håll negativ påverkan på dess bestånd, men arten som helhet anses inte hotad.

## Levnadssätt
Wahlbergs epålettflyghund är främst en fruktätare, men den tuggar även en del blommor för att få nektar. Den är främst aktiv i skymningen och på natten och vilar under dagen vanligen på någon skyddad plats, ofta i grupper. Den sociala strukturen är varierad och en grupp kan består från endast ett fåtal individer ända upp till ett hundratal. Både hanar och honor och yngre och äldre individer kan finnas i samma grupp. När det är parningssäsong kallar hanarna till sig honor genom ett pipande, skrikande läte och visar upp sina vita fläckar på skuldrorna i konkurrens med andra hanar. Honan får vanligen endast en unge per dräktighet.
Vid viloplatsen håller äldre exemplar lite avstånd från varandra medan ungar sover tät intill sin moder. Arten använder ingen ekolokalisering utan hittar födan med hjälp av synen.